# Capsula extremă
Capsula extremă (Capsula extrema) este un strat de substanță alba care separă claustrul de cortexul insulei și reprezintă probabil fibre corticopetale și corticofugale ale cortexului insular.